# 牛牯潭
牛牯潭是中国广东省广州市从化区的一个自然村。在太平镇东南面约14千米，属秋枫村管辖。清朝时建村，因村旁池塘名得名。1998年时，全村人口112人。